# کممبر
کممبر (به فرانسوی: Camembert) نوعی پنیر نرم فرانسوی است که نخستین بار در اواخر سدهٔ ۱۸ در منطقهٔ کامامبر و نرماندی در شمال‌غربی فرانسه تولید شد. این پنیر از شیر گاو و به کمک انواعی از کپک خوراکی از خانوادهٔ پنی‌سیلین به نام‌های Penicillium candida و Penicillium camemberti تهیه می‌شود.
پنیر کممبر طعمی تند دارد و هرچه بیشتر برسد، بافت پنیر نرم‌تر و بوی آن تندتر می‌شود. کممبر در صبحانه یا برای تهیهٔ کیک، ساندویچ، دسر و مزه (به‌خصوص به همراه انگور و نان‌های ترد) استفاده می‌شود.

## پنیر کممبر و سالوادور دالی
تابلوی نقاشی «تداوم حافظه»، اثر مشهور سالوادور دالی، ساعت‌هایی را نشان می‌دهد که در حال ذوب‌شدن هستند. فکر این نقاشی با دیدن پنیر کممبری که بر اثر گرمای هوا ذوب شده بود به ذهن سالوادور دالی رسید.